# Miguel de Bonilla y Laya-Bolívar
Miguel de Bonilla y Laya-Bolívar, Sacerdote y político costarricense, firmante del Acta de Independencia de Costa Rica.

## Biografía
Fue bautizado en Cartago, Costa Rica, el 30 de septiembre de 1763. Sus padres fueron el sargento mayor Andrés de Bonilla y Sáenz y María Gertrudis de Laya-Bolívar y Miranda, quienes también fueron padres de Santiago de Bonilla y Laya-Bolívar, Presidente de la Junta Superior Gubernativa de Costa Rica en 1822.
Se ordenó como sacerdote en Guatemala. Tuvo a su cargo varias parroquias en Costa Rica y también fue dueño de valiosas haciendas ganaderas. Se le conocía con el apodo de padre Tiricia, al parecer por haber sufrido de ictericia.
Los Ayuntamientos de la villa de Bagaces, la ciudad de Esparza y varios pueblos indígenas lo designaron en octubre de 1821 como su representante en la Junta de Legados de los Ayuntamientos que se reunió en Cartago del 25 al 26 de octubre de 1821 para discutir sobre la independencia de Costa Rica de España. Asistió el 29 de octubre de 1821 a la sesión del Ayuntamiento de Cartago en la que se suscribió el Acta de Independencia de Costa Rica.
Fue uno de los integrantes del partido republicano costarricense en la época de la independencia. Se hallaba en las vecindades de la iglesia parroquial de Cartago cuando se anunció el golpe monárquico del 29 de marzo de 1823. Uno de los partidarios del Imperio, el catalán Juan Freses de Ñeco, yerno del caudillo monárquico Joaquín de Oreamuno y Muñoz de la Trinidad, gritó: ¡Ese padre Tiricia que se vuelva, porque lo matamos!, y acto seguido le disparó una bala que le agujereó la sotana. Marchó a Alajuela con Rafael Francisco Osejo, Presidente del gobierno derrocado, y allí convencieron a Gregorio José Ramírez y Castro de acaudillar las fuerzas republicanas, que derrotaron a los monárquicos en la batalla de Ochomogo el 5 de abril siguiente.
Murió en Cartago, Costa Rica, en agosto de 1826.
- Datos: Q6844856